# 英厄堡·霍夫兰
英厄堡·霍夫兰（挪威語：Ingeborg Hovland，1969年10月3日—），挪威女子足球运动员，司职守门员。她曾入选2000年夏季奥林匹克运动会挪威女子足球队名单，但并未上场参赛。